# Церква Пресвятої Трійці (Оленівка)
Церква Пресвятої Трійці в Оленівці — парафія і храм греко-католицької громади Гримайлівського деканату Бучацької єпархії Української греко-католицької церкви в селі Оленівка Чортківського району Тернопільської области.

## Історія церкви
У 1938 році релігійна громада села Оленівка отримала благословення на будівництво храму і заклала фундамент. Однак із приходом радянської влади роботи зупинили.
З 1946 по 1990 рік парафія належала до парафії смт Гримайлів, що була підпорядкована РПЦ. У 1990 році громада збудувала богослужбову капличку, де служив православний священник.
У 1991 році громада повернулася в лоно УГКЦ. З 1993 по 1997 рік під керівництвом І. Микулинського за кошти парафіян та вихідців із села була збудована церква Пресвятої Трійці. 14 червня 1997 року її освятив владика Михаїл Сабрига.
У 2010 році виконано розпис храму.
На парафії діють братство «Матері Божої Неустанної Помочі» та спільнота «Матері в молитві».

## Парохи
- о. Іван Цвях (1993—2001),
- о. Григорій Полоз (1993—2001),
- о. Юрій Яновський (з 2001).